# Sollevamento pesi ai Giochi della XVI Olimpiade - Pesi massimi
La competizione della categoria pesi massimi (oltre 90 kg) di sollevamento pesi ai Giochi della XVI Olimpiade si è svolta il giorno 26 novembre 1956  al Royal Exhibition Building di Melbourne.

## Regolamento
La classifica era ottenuta con la somma delle migliori alzate delle seguenti 3 prove:
- Distensione lenta
- Strappo
- Slancio

Su ogni prova ogni concorrente aveva diritto a tre alzate.

## Risultati
| Pos.    | Atleta              | Nazione       | Peso Atleta | Totale | Distensione lenta | Distensione lenta | Distensione lenta | Strappo | Strappo | Strappo | Slancio | Slancio | Slancio |
| Pos.    | Atleta              | Nazione       | Peso Atleta | Totale | 1                 | 2                 | 3                 | 1       | 2       | 3       | 1       | 2       | 3       |
| ------- | ------------------- | ------------- | ----------- | ------ | ----------------- | ----------------- | ----------------- | ------- | ------- | ------- | ------- | ------- | ------- |
| Oro     | Paul Anderson       | Stati Uniti   | 137,9       | 500,0  | 167,5             | 172,5             | 172,5             | 140,0   | 145,0   | 145,0   | 187,5   | 187,5   | 187,5   |
| Argento | Humberto Selvetti   | Argentina     | 143,5       | 500,0  | 165,0             | 175,0             | 180,0             | 135,0   | 140,0   | 145,0   | 170,0   | 180,0   | 185,0   |
| Bronzo  | Alberto Pigaiani    | Italia        | 131,8       | 452,5  | 145,0             | 150,0             | 150,0             | 125,0   | 130,0   | 130,0   | 165,0   | 172,5   | 175,0   |
| 4       | Firouz Pojhan       | Iran          | 99,5        | 450,0  | 140,0             | 147,5             | 150,0             | 125,0   | 130,0   | 132,5   | 162,5   | 170,0   | 175,0   |
| 5       | Eino Mäkinen        | Finlandia     | 108,6       | 432,5  | 122,5             | 127,5             | 130,0             | 130,0   | 135,0   | 137,5   | 162,5   | 167,5   | 172,5   |
| 6       | Dave Baillie        | Canada        | 125,6       | 432,5  | 140,0             | 147,5             | 155,0             | 122,5   | 130,0   | 130,0   | 155,0   | 162,5   | 162,5   |
| 7       | Franz Hölbl         | Austria       | 123,8       | 425,0  | 142,5             | 147,5             | 147,5             | 120,0   | 125,0   | 127,5   | 157,5   | 157,5   | 165,0   |
| 8       | Hugh Jones          | Nuova Zelanda | 120,7       | 397,5  | 117,5             | 125,0             | 130,0             | 115,0   | 122,5   | 127,5   | 145,0   | 150,0   | 155,0   |
| 9       | Dandamudi Rajagopal | India         | 113,0       | 360,0  | 115,0             | 122,5             | 130,0             | 100,0   | 105,0   | 110,0   | 132,5   | 132,5   | 137,5   |